# Eduardo Terrazas
César Eduardo Terrazas (Santa Cruz de la Sierra, 6 maart 1962) is een voormalig Boliviaans voetballer, die speelde als doelman. Hij beëindigde zijn actieve loopbaan in 1993 bij de Boliviaanse club Club Jorge Wilstermann.

## Clubcarrière
Terrazas begon zijn professionele loopbaan in 1981 bij Club Petrolero en kwam daarnaast uit voor de Boliviaanse clubs Club Blooming en Club Jorge Wilstermann. Hij won in totaal eenmaal de Boliviaanse landstitel.

## Interlandcarrière
Terrazas speelde in totaal acht interlands voor Bolivia in 1983. Onder leiding van bondscoach Wilfredo Camacho maakte hij zijn debuut op 19 juli 1983 in de vriendschappelijke thuiswedstrijd tegen Chili (1-2), net als Reynaldo Zambrana, Carlos Arias en Rolando Coimbra. Zijn naaste concurrenten bij de nationale ploeg waren Luis Galarza en Hebert Hoyos.

## Erelijst
Club Blooming
- Liga de Fútbol

1984